# 연무질

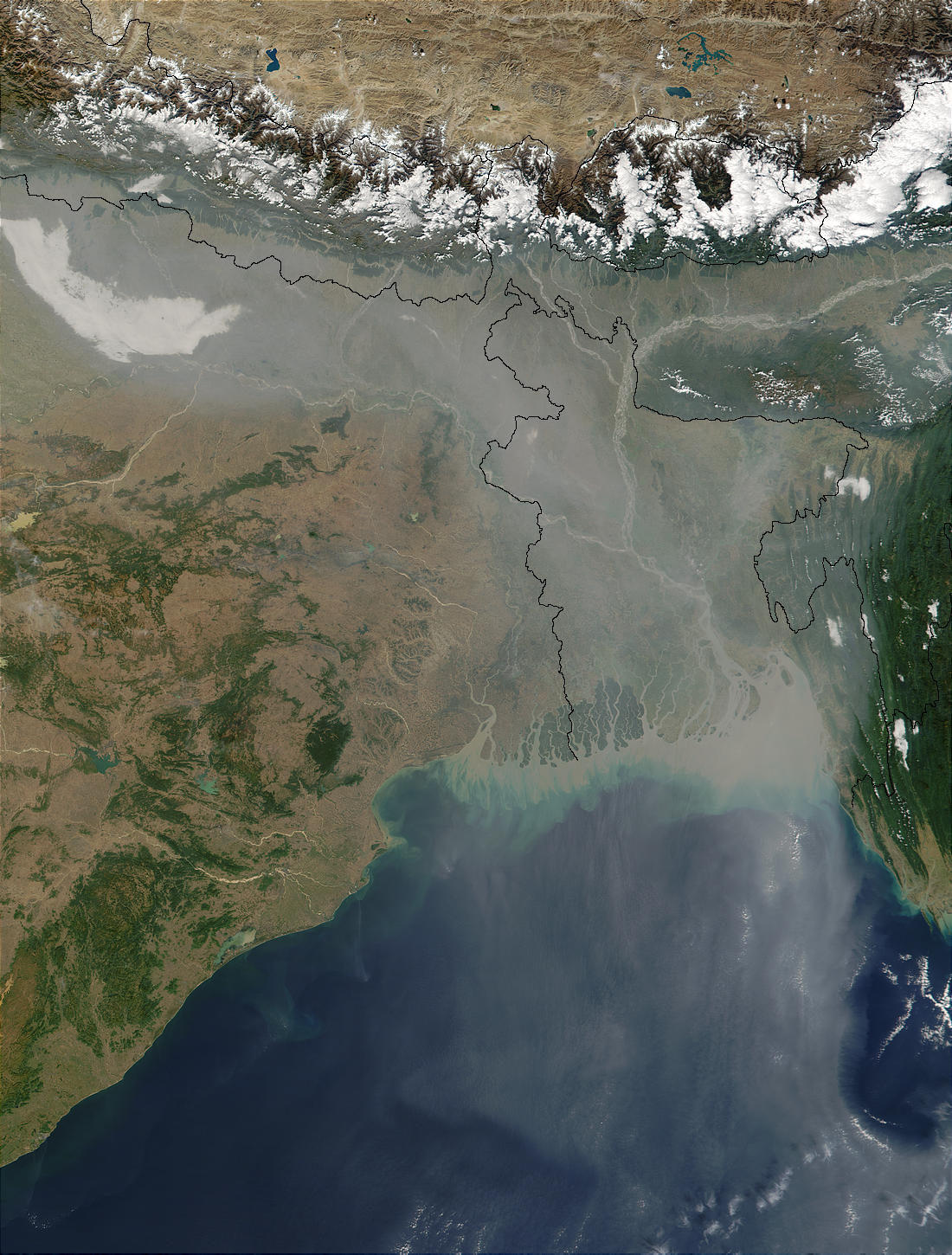
에어로졸 오염 (인도 북부 지역, 방글라데시)

연무질(한국 한자: 煙霧質, 독일어: Aerosol 에어로졸[*]) 또는 에어로졸은 공기나 다른 기체에 미세한 고체 입자나 액체 방울이 섞여 현탁 상태를 이룬 혼합물이다. 기체나 그것에 섞은 물질을 따로 따로 가리키는 것이 아니라 혼합물 자체를 나타낸다. 자연적으로 형성되거나 인위적 원인으로 만들어 질 수도 있다. 자연적으로 형성되는 연무질의 예로는 안개, 황사, 숲의 나무들이 내는 삼출물, 간헐천에서 솟는 증기와 같은 것들이 있다. 인위적 에어로졸의 예로는 미세먼지와 같은 대기 오염 물질이 섞인 공기, 수력발전소에서 발생하는 안개, 관개를 위한 스프링클러에서 나오는 물방울이 섞인 공기, 향수통과 같은 분무기에서 뿌려진 액체가 섞인 공기, 연기, 먼지, 주전자의 증기, 살충제 살포 및 호흡기 질환에 쓰이는 약물 분사기 등을 들 수 있다. 담배 연기나 전자담배도 인위적인 연무질에 속한다.
연무질을 이루는 액체 방울이나 고체 입자는 일반적으로 직경 1 μm 미만의 크기를 지닌다. 그 보다 더 큰 입자는 빠르게 가라앉기 때문에 안정적인 현탁 상태를 유지하기 어렵다. 헤어스프레이와 같은 스프레이 형태의 제품들은 물질을 연무질 상태로 사용하기 위해 고안된 것이다.
코로나-19와 같은 질병은 호흡기 비말 형태로 전파되는데, 감염된 사람의 호흡, 말하기, 기침 등에 섞인 침 등의 액체가 연무질을 이루어 전파된다.

## 정의

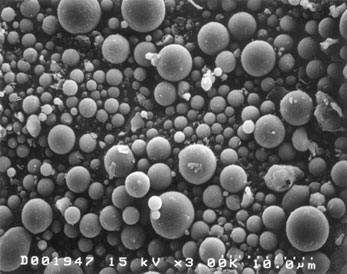
주사전자현미경으로 2,000 배 확대한 연무질의 사진. 대부분의 입자는 거의 구형이다.

연무질은 기체 내 고체 또는 액체 입자가 현탁 상태로 섞인 혼합물로 정의된다. 기상학에서는 혼합된 입자를 크기에 따라 PM2.5 또는 PM10 이라고 부른다. 일반적으로 1μm 이하의 입자가 기체에 혼합되어 있는 상태를 연무질이라 할 수 있다.
구름과 같이 대기 중에 미세한 입자가 섞인 상태를 용액과 같은 형태로 비교하면서 "에어로졸"이라고 표현 한 사람은 프레데릭 G. 도넌으로 알려져 있다. 이 용어는 물을 분산 매질로 하는 교질 혼합물인 수교액(hydrosol, 하이드로졸)이라는 용어와 유사하게 발전하였다. 입자가 직접 기체에 유입되어 형성되는 것을 1차 연무질이라고 하고, 이 연무질이 기체 교환을 통해 확산되어 형성되는 것을 2차 연무질이라고 한다.
대기 중의 연무질을 이루는 물질에는 수증기 외에도 황산염, 유기 탄소, 흑색 탄소, 질산염, 광물 먼지 및 바다 소금 등이 포함되며, 일반적으로 서로 뭉쳐서 복잡한 혼합물을 형성한다. 대기중 연무질은 물리적 형태와 생성 방식에 따라 먼지, 연무, 안개, 스모그 등의 다양한 이름으로 불린다.

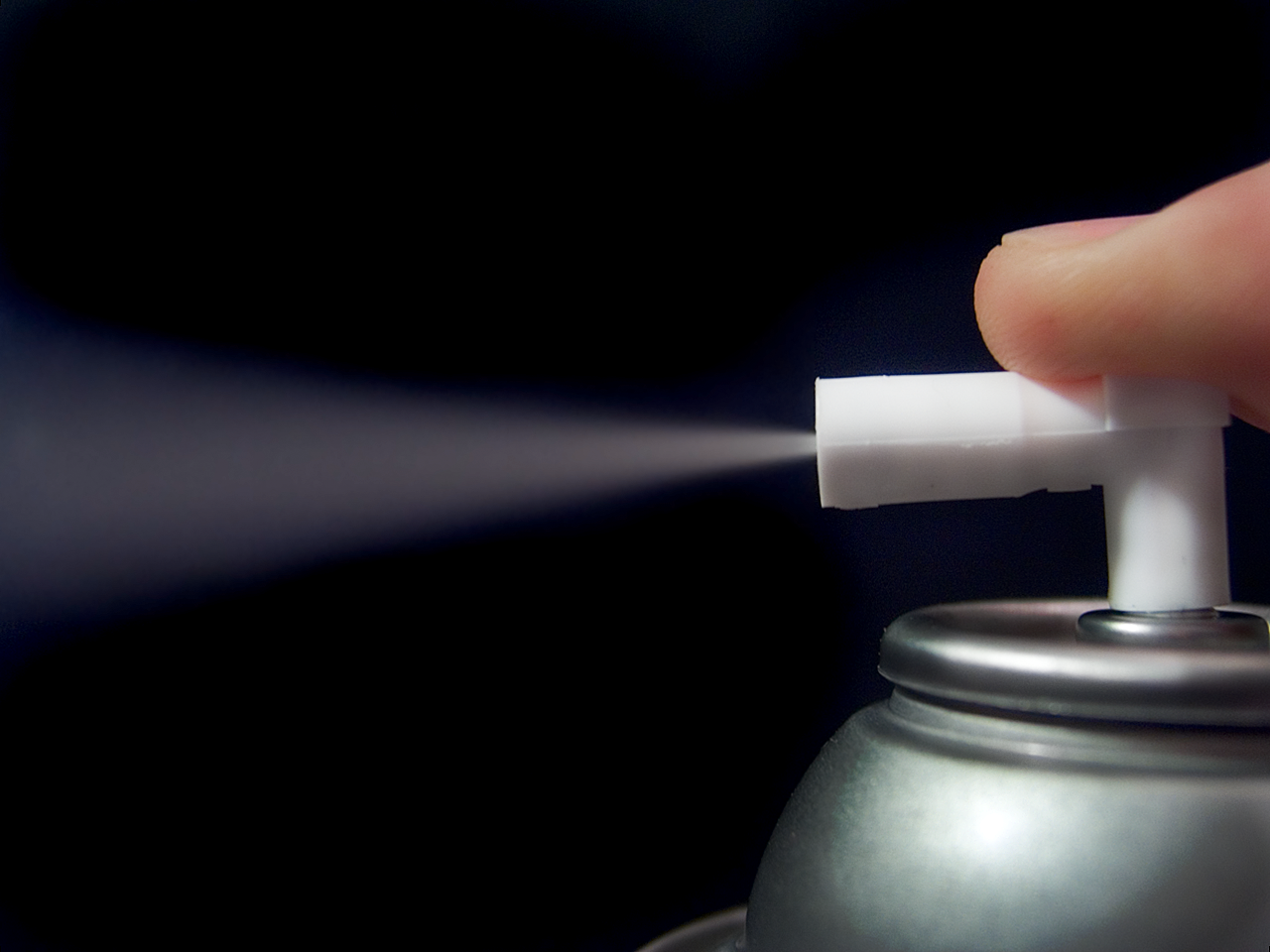
스프레이캔이 만드는 연무질

연무질의 농도 측정에는 몇 가지 서로 다른 방식이 쓰인다. 환경 과학이나 환경 보건 분야에서는 일반적으로 1 세제곱미터의 공기에 섞인 물질의 마이크로그램 단위 무게를 계산하는 질량 농도 M (μg/m3)을 사용하며, 다른 방식으로는 부피 당 입자의 갯수를 새는 개수밀도( N )를 사용하기도 한다.
입자의 직경(dp)은 연무질의 특성에 큰 영향을 미친다. 실험실에서 생성하는 단분산 연무질의 경우엔 균일한 크기의 입자가 형성되지만, 실제 대기 환경 속의 입자들은 다양한 크기를 갖는 다분산 교질 체계를 통해 연무질을 형성한다. 액체 방울의 경우 거의 항상 구형이지만, 고체 입자의 경우는 불규칙한 모양이 많기 때문에 이들의 경우 평균적인 지름을 갖는 등가 직경을 계산하여 사용한다. 등가 부피 직경(de)은 불규칙한 모양을 갖는 고체 입자의 부피와 동일한 구를 가정하여 계산한 직경이다. 연무질 안의 입자 움직임을 실제와 유사하게 시뮬레이션하기 위해 공기역학적 직경을 도입하기도 한다.

## 생성 및 응용
연무질을 생성하여 사용하는 사례로는 다음과 같은 것이 있다.
- 시험을 위한 연무질 생성: 기기의 교정, 공기 표집 장비나 필터를 위한 시험
- 소비제: 탈취제, 페인트, 헤어스프레이, 분무형 살충제 등의 스프레이 제품[2]
- 농약의 살포
- 호흡기 질환 치료 용구[2]
- 내연기관 등의 연료 분사 시스템과 같은 연소 기술[2]

연무질 생성에 쓰이는 장비로는 다음과 같은 것이 있다.
- 스프레이
- 분무기
- 전자 담배
- 진동형 연무 발생기
- 가열형 가습기 및 초음파형 가습기[9]

## 대기학

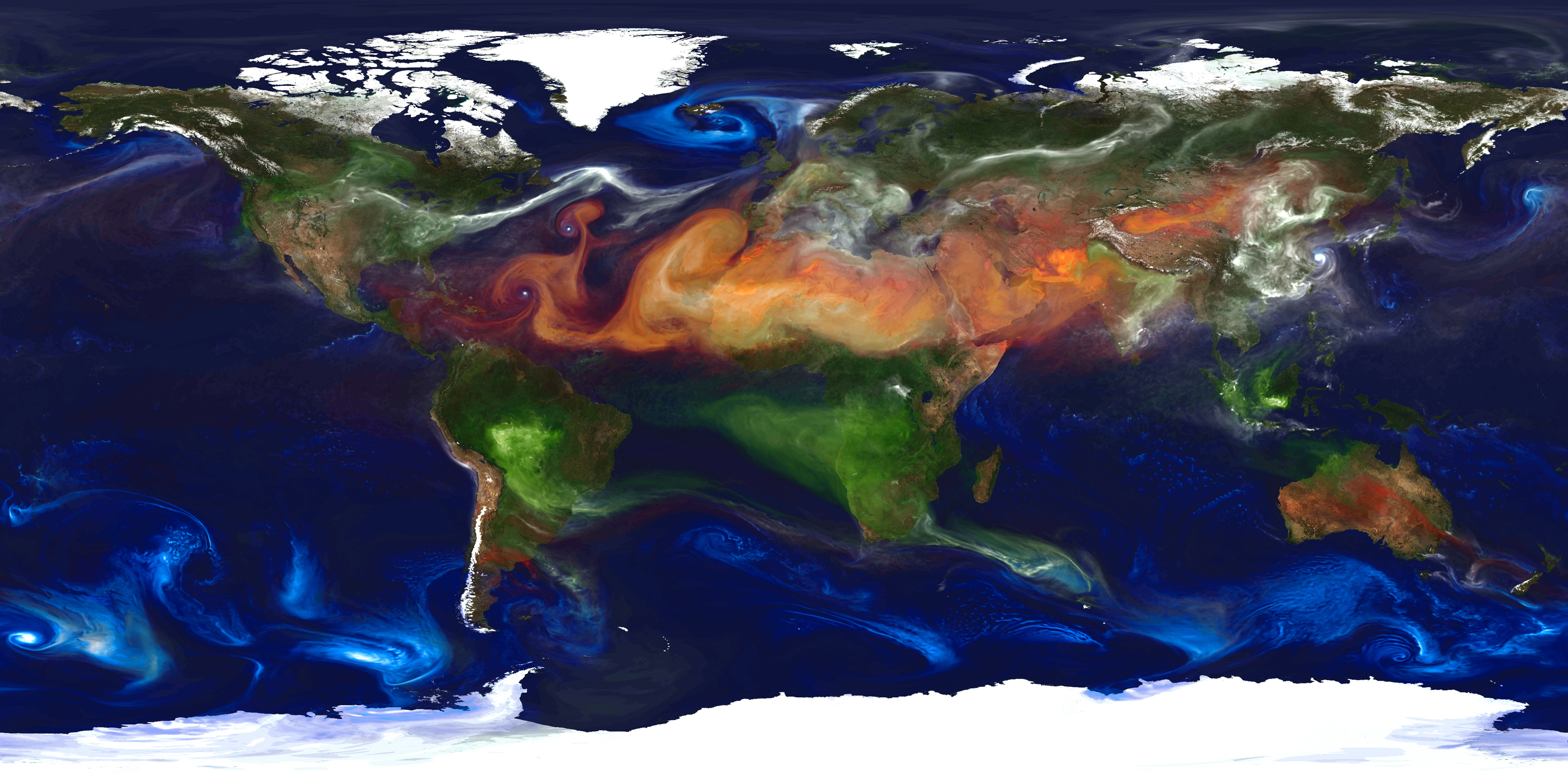
지구대기의 대표적 연무질(녹색: 연기, 파란색: 소금, 노란색: 먼지, 흰색: 황산)

지구대기에 있는 여러 유형의 연무질이 기후에 중요한 영향을 미친다. 이들 가운데는 화산재, 사막의 먼지, 해양의 소금과 같이 지구 자체의 움직임에서 비롯되는 것들도 있고, 여러 생물이나 인간의 활동에 의해 만들어 지는 것도 있다. 화산은 폭발과 함께 성층권에 황산 방울을 뿌리고 이렇게 형성된 연무질은 최대 2년 동안 지속되며 햇빛을 반사하여 대기의 온도를 낮춘다. 사막의 먼지, 즉 높은 고도로 날아간 광물 입자도 열을 흡수하는 역할을 하며 폭풍 구름의 형성을 억제하는 역할을 할 수 있다. 인간의 활동에서 발생하는 것 중에 석유나 석탄의 연소에서도 황산염 미세먼지가 발생한다. 미세먼지의 주요 원인으로는 황산화물(SOx), 질소산화물(NOx), 암모니아(NH₃), 휘발성 유기화학물(VOCs)과 같은 내연기관 자동차의 여러 연소 후 화합물이 꼽히지만 타이어와 도로의 마찰 등으로 발생하는 비배기 미세먼지 역시 많이 발생한다. 전기자동차의 경우 연소에 의한 배기가스는 발생하지 않지만 비배기 미세먼지의 발생은 오히려 큰 편이다.
모든 구름과 강수는 대표적인 대기중 연무질이다. 이 외에도 다음과 같은 연무질들이 대기 중에 포함되어 있다.
- 천연 무기물 : 미세먼지, 천일염, 물방울
- 천연 유기 물질: 연기, 꽃가루, 포자 또는 박테리아
- 연기, 재 또는 먼지와 같은 인위적 연소 생성물

다음과 같은 것도 도시에서 쉽게 볼 수 있는 연무질이다.
- 먼지
- 담배 연기
- 스프레이 캔의 분사
- 자동차 배기가스의 그을음이나 연기

## 영향

대기중 연무질은 기온을 낮추는 효과가 있지만, 온실가스의 온난화 효과에 비해 영향이 적다.

지구대기의 여러 연무질은 기후, 생육 등의 자연에 대해서 뿐만 아니라 건강과 같은 인간의 삶에도 영향을 미친다.
- 화산 폭발은 다량의 황산, 황화수소 및 염산을 방출하고, 이러한 가스는 구름 속에서 연무질을 형성하여 산성비가 되어 땅으로 돌아온다. 산성비는 환경과 인간 생활에 여러 악영향을 미친다.[15]
- 대기중 연무질은 태양 복사를 산란시키고 흡수한다.[16] 이로 인해 지구로 들어오는 태양 복사의 일부가 우주로 다시 산란되어 표면 냉각 효과를 보일 수 있지만, 이미 지표에 도달한 열에너지를 흡수하면서 표면 온난화를 일으 킬 수도 있다.[17] 후자의 경우 온실 효과의 추가적 요인으로 작용한다.[18]
- 대기중 연무질은 지구로 들어오는 우주선과 상호작용하여 구름을 형성하는 입자의 크기를 바꿀 수 있다. 이러한 구름 입자 크기 변화는 구름의 반사율에 영향을 주어 지구 에너지 수지를 바꿀 수 있다.[15]

인위적으로 형성된 연무질이 일부 지역에서는 실제로 온실가스 효과를 상쇄한다는 증거가 있다. 인간의 활동에 의한 연무질은 남반구 보다 북반구에서 매우 크게 발생하는데, 이로 인해 지구 온난화의 경향은 남반구에서 더 뚜렷하다. 지구는 대기 뿐만 아니라 해류를 통해서도 열교환이 이루어 지기 때문에 남반구의 더워진 해수는 결국 북반구로 유입되고 북반구는 그저 조금 더 늦게 영향을 받을 뿐이다. 온실가스에 의한 지구 기후 변화 자체를 멈추지는 못하지만, 대기중 연무질이 그 경향을 조금이나마 상쇄하고 있는 것은 사실이다. 그러나 여러 오염원에 의한 연무질의 발생은 인간의 건강과 생활에 다음과 같은 해를 입힌다.
- 오염물질이 강하하면서 지구 표면과 수역에 오염 물질이 축적되고 인간과 환경에 해를 끼칠 가능성이 높아진다.[21]
- 일반적인 상황이라면 빠르게 가라앉을 20 μm 크기의 연무질도 에어컨이 가동되는 실내에서는 강한 바람을 타고 계속 떠도는 "제트 라이더" 동작을 하며 공기중에 지속적으로 남아 있게 된다.[22] 이는 호흡기 질환[23], 코로나19의 원발성 감염 등과 같은 건강 위험의 원인이 된다.
- 유효 직경이 2.5 μm 이하인 초미세먼지는 폐까지 직접 도달할 수 있으며 보다 큰 건강 위험 요소로 작용한다.[24]

## 입자의 크기
단분산 연무질의 경우 입자 직경만 안 다면 다른 모든 특징을 설명할 수 있다. 그러나 실제 대기 중의 연무질은 복잡한 크기의 입자들이 섞여 있기 때문에 더 복잡한 입도분포 곡선으로 분류한 입자의 상대적인 양을 정의한다. 입자 크기 분포를 정의하는 방법으로 표집된 모든 입자의 크기를 목록화 하는 방법이 있지만 너무 시간이 들고 적용에 불편하기 때문에, 입자 크기의 범위를 나누고 각 간격의 비율을 적용한다. 이렇게 분류된 입자들은 빈의 너비를 달리하는 히스토그램으로 표시하여 정규화 할 수 할 수 있으며 빈의 너비가 0이 되는 경향이 있는 경우 빈도 함수의 극한은 다음과 같다. 
{\displaystyle \mathrm {d} f=f(d_{p})\,\mathrm {d} d_{p}}
- {\displaystyle d_{p}} : 입자의 직경
- {\displaystyle \,\mathrm {d} f} : {\displaystyle d_{p}}에서 {\displaystyle d_{p}} + {\displaystyle \mathrm {d} d_{p}}사이의 직경을 갖는 입자의 비율
- {\displaystyle f(d_{p})}: 주기함수

따라서 입자의 크기 a와 b 사이 주기 곡선의 아래 영역은 해당 범위에 있는 입자의 전체 비율을 나타낸다.

이는 총수 밀도 N 에 대한 다음의 공식으로 나타낼 수 있다.
{\displaystyle dN=N(d_{p})\,\mathrm {d} d_{p}}
연무질의 입자가 구형이라고 가정하면 단위 부피당 표면적( S )은 2차 모멘트로 주어진다.
{\displaystyle S=\pi /2\int _{0}^{\infty }N(d_{p})d_{p}^{2}\,\mathrm {d} d_{p}}

이는 다시 입자의 총 부피 농도( V )를 알 수 있게 한다. 
{\displaystyle V=\pi /6\int _{0}^{\infty }N(d_{p})d_{p}^{3}\,\mathrm {d} d_{p}}

다른 분야에서 일반적으로 쓰이는 정규 분포는 입자 크기의 분포를 근사적으로 나타낼 수 있지만, 직경이 큰 입자들이 보이는 긴 꼬리로 인한 왜곡으로 실제 분포를 나타내는 데 적합하지 않다. 또한 연무질의 크기와 같이 변화폭이 넓은 대상에 적용되는 정규 분포의 경우 이론적으로 직경이 음인 경우도 발생하지만, 실제 연무질의 입자의 직경이 음인 경우는 존재할 수 없기 때문에 물리적으로도 현실적이지 않다. 다만 실험실에서 발생시키는 단분산 연무질이나 거의 구형을 보이는 특정한 꽃가루 입자, 균류의 포자 등에는 정규 분포가 유용할 수 있다. 보다 널리 선택되는 로그 정규 분포는 음수 값이 없고, 광범위한 값을 포괄할 수 있기 때문에 연무질에 대한 수리 모형에 보다 적합하다. 로그 정규 분포에 따른 입자의 빈도는 다음과 같이 제공된다.
{\displaystyle \mathrm {d} f={\frac {1}{d_{p}\sigma {\sqrt {2\pi }}}}e^{-{\frac {(ln(d_{p})-{\bar {d_{p}}})^{2}}{2\sigma ^{2}}}}\mathrm {d} d_{p}}
- {\displaystyle \sigma } : 표준 편차
- {\displaystyle {\bar {d_{p}}}} : 입자 직경의 산술 평균

이외에도 거칠게 분산되는 먼지나 스프레이 입자의 특성화에는 베이불 분포가 쓰이고, 광범위하게 분산되는 스프레이에 대해서는 누키야마-타나사와 분포가, 대기 중 입자에 대해서는 멱법칙 분포가, 분말 재료에는 지수 분포가, 구름 속 물방울의 경우 크르지안-마진 분포가 쓰인다.

## 입자의 종단 속도
대부분의 연무질은 레이놀즈 수의 낮은 값(<1)을 보이므로 스토크스의 법칙으로 유체 내에 혼입된 고체 구형 입자의 저항력을 설명할 수 있다. 그러나 스토크스의 법칙은 입자 표면의 기체 속도가 0일 때만 유효하다. 1 μm 미만의 작은 입자의 경우를 연무질로 특성화할 수 있지만, 일반화 할 수 없기 때문에 항상 1보다 큰 커닝험 보정 계수를 도입할 수 있다. 이 요소를 포함하면 입자에 대한 저항력과 속도 사이의 관계는 다음과 같이 표현될 수 있다.
{\displaystyle F_{D}={\frac {3\pi \eta Vd}{C_{c}}}}
- {\displaystyle F_{D}}: 구형 입자에 대한 저항력
- {\displaystyle \eta }: 기체의 동적 점도
- {\displaystyle V}: 입자 속도
- {\displaystyle C_{c}}: 커닝험 보정 계수

이를 통해 정체된 공기에서 중력에 의해 침전되는 입자의 종단속도를 계산할 수 있다. 부력 효과를 무시하면;
{\displaystyle V_{TS}={\frac {\rho _{p}d^{2}gC_{c}}{18\eta }}}
- {\displaystyle V_{TS}}: 입자의 종단속도

종단속도는 다른 종류의 힘에 의해서도 파생될 수 있다. 스토크스의 법칙이 성립하면 운동에 대한 저항은 속도에 정비례한다. 이때 입자의 기계적 이동성에 대한 비례 상수( B )는;
{\displaystyle B={\frac {V}{F_{D}}}={\frac {C_{c}}{3\pi \eta d}}}
초기 속도가 주어진 입자는 지수적 감쇠에 따라 이완시간을 갖고 종단속도에 접근한다.
{\displaystyle V(t)=V_{f}-(V_{f}-V_{0})e^{-{\frac {t}{\tau }}}}
- {\displaystyle V(t)}: 시간 t에서 입자의 속도
- {\displaystyle V_{f}}: 입자의 종단 속도
- {\displaystyle V_{0}}: 입자의 초기 속도

먼지와 같은 비구형 입자는 동일한 부피와 속도를 갖는 등가 입자로 변환하여 계산한다.

## 측정
연무질은 현장에서 포집하여 직접 측정하거나 원격 감지 기구를 통해 간접 측정할 수 있다. 현장 측정 용 기구로는 질량분석기, 차동 분석기, 분광계, 응축 입자 계수기 등의 다양한 도구가 쓰이고, 원격 간접 측정에는 태양의 광도를 분석하는 방법, 라이다를 이용한 분석, 촬영한 이미지를 이용한 이미지 분광법 등이 쓰인다.

## 같이 보기
- 에어로젤
- 지구음암화
- 분무기
- 모노터펜
- 미세먼지

## 참고 문헌
- Colbeck, Ian; Lazaridis, Mihalis, 편집. (2014). 《Aerosol Science: Technology and Applications》. John Wiley & Sons - Science. ISBN 978-1-119-97792-6.
- Friedlander, S. K. (2000). 《Smoke, Dust and Haze: Fundamentals of Aerosol Behavior》 2판. New York: Oxford University Press. ISBN 0-19-512999-7.
- Hinds, William C. (1999). 《Aerosol Technology》 2판. Wiley - Interscience. ISBN 978-0-471-19410-1.
- Hidy, George M. (1984). 《Aerosols, An Industrial and Environmental Science》. Academic Press, Inc. ISBN 978-0-12-412336-6.